# Free International University Gelsenkirchen

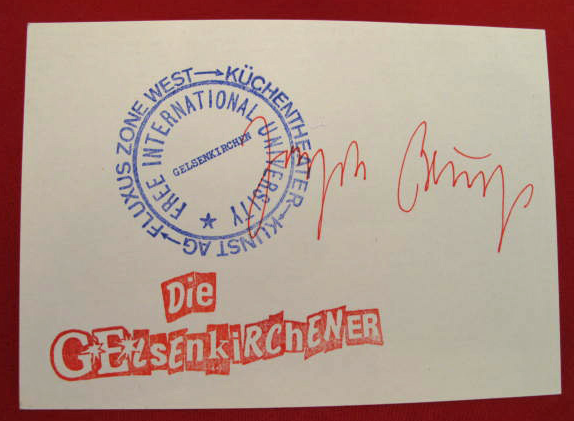
Zwei Stempel der FIU-Gelsenkirchen auf der Rückseite einer Werbepostkarte des Küchentheaters, signiert von Joseph Beuys, 1978

Die Free International University Gelsenkirchen war eine Zweigstelle der Free International University. Sie entwickelte sich aus der von Joseph Beuys’ Meisterschüler Johannes Stüttgen gegründeten Kunst-AG/Fluxus Zone West.

## Geschichte

### Gründung der Kunst-AG/Fluxus Zone West
Stüttgen arbeitete von 1971 bis 1980 als Kunsterzieher im Angestelltenverhältnis am Grillo-Gymnasium in Gelsenkirchen und eröffnete die „Freie Arbeitsgemeinschaft Kunst“ parallel zu seiner Lehrtätigkeit an der staatlichen Schule. Von Beginn an stand dabei die Kunst-AG, die in leerstehenden Baracken auf dem Schulgelände des Grillo-Gymnasiums stattfand, nicht nur Schülern des Grillo-Gymnasiums offen, sondern wandte sich an alle. Ab September 1975 setzte Johannes Stüttgen die bereits in der Klasse Beuys, Raum 20 von ihm initiierten Ringgespräche fort, die wöchentlich stattfanden.
Aus dem Kreis der Kunst-AG fanden schon 1973 mit Adolphe Lechtenberg, Reinhold Rudnick und Achim Weber drei Stüttgen-Schüler den Weg zur Kunstakademie Düsseldorf und in die Klasse Beuys. Später folgte Siegfried Sander, der von 1979 bis 1984 in „Raum 3“, dem Atelier von Beuys, dessen politische Arbeit bei den Grünen unterstützte.
1977 gründeten Mitglieder der Kunst-AG/Fluxus Zone West das Küchentheater, 1978 entstand aus dieser Formation die Punkband Salinos. Beide Gruppen unterstützen in den folgenden Jahren viele Veranstaltungen der FIU-Gelsenkirchen – wiederholt unter der Mitwirkung von Joseph Beuys.
Ab 1978 wirkte Jürgen Kramer als Gegenpol intensiv in der FIU-Gelsenkirchen mit.

### Aktionen der Kunst-AG/Fluxus Zone West (1972–1977)
In ihren Aktivitäten, Ausstellungen und Aktionen arbeitete die Kunst-AG/Fluxus Zone West an der Sozialen Plastik und verfolgte vor allem die Idee eines freien, entstaatlichten, sich selbstverwaltenden Schul- und Bildungswesens. Der zu Grunde liegende Impuls war, Kunst nicht zum Gegenstand der Schule, sondern Schule zum Gegenstand der Kunst zu machen.
1972/73 besuchte die Kunst-AG anlässlich des Winterrundgangs die Klasse Beuys (Februar 1972); es folgte eine Ausstellung von Daniela Flörsheim und Hartmut Ritzerfeld (beide Klasse Beuys) in den Baracken der Kunst-AG (Januar 1973).
1973 waren Arbeiten der Kunst-AG und des Städtischen Gymnasiums Oerlinghausen (Jost Lohrmann) in der Bielefelder Kunsthalle (Februar/März) und im Städtischen Museum Gelsenkirchen (August) unter dem in Spiegelschrift gestalteten Titel „Die Schule ist für die Menschen da“ zu sehen.
1975 organisierte die Kunst-AG zwei öffentliche Rock-n’-Roll-Feste unter dem Motto „Denken ist erfrischender als Sprudelwasser“ in Gelsenkirchen (30. April und am letzten Schultag vor den Sommerferien, 15. Juli).
1976 folgte eine Ausstellung im Städtischen Museum Gelsenkirchen „Fluxus Zone West“ (Mai). Man beteiligte sich am Sommerfest der Stadt Gelsenkirchen mit der Aktion/Passion „Die freie Schule“ (Juli).
Zum Jahresende wurde Johannes Stüttgen als Beuys-Meisterschüler zur Ausstellung „mit, neben gegen – die Schüler von Joseph Beuys“ im Frankfurter Kunstverein eingeladen, zeigte dort aber die Arbeiten seiner Schüler (November/Dezember). Im Dezember hielt er ein Seminar im Frankfurter Kunstverein „Fluxus – der erweiterte Kunstbegriff und die Schule“.
1977 veranstaltete die FIU die Demonstration „Die Wüste lebt“ in der Innenstadt Gelsenkirchens und beteiligte sich am Sommerfest „Aktion Tarnkappe – Der blinde Grillo-Kunstlehrer und seine Wüstenfüchse“ (Juli).
Joseph Beuys unterhielt stets einen engen Kontakt zur Kunst-AG/Fluxus Zone West, die 1977 zur Zweigstelle der Free International University wurde, sandte bereits zur Ausstellung „Fluxus Zone West“ eine Grußbotschaft und besuchte die FIU-Gelsenkirchen in den folgenden Jahren zweimal.

### Aktionen der Free International University Gelsenkirchen (1977–1980)
Am 4. September 1977 gestaltete die Gelsenkirchener FIU-Sektion (mit dem Küchentheater) einen Aktionstag unter der Beuys’ Installation „Honigpumpe am Arbeitsplatz“ auf der Documenta 6 unter dem Titel „Gelsenkirchen – Stadt der 1000 Feuer, aber in den Herzen der Menschen“. Siegried Sander und Peter Bloch bildeten das Tausendfeuer-Duo und wirkten an allen zukünftigen Aktionen der FIU-Gelsenkirchen mit.
„Der 1977-Mann weiht Nachfolger ein“ war im gleichen Jahr eine öffentliche Kunstaktion auf dem Schulhof des Grillo-Gymnasiums am letzten Schultag vor den Weihnachtsferien.
Am 9. Februar 1978 fand eine Podiumsdiskussion mit Joseph Beuys an der PH Münster unter dem Titel „Thesen zum Kulturbegriff der FIU“ statt. Nach deren enttäuschenden Verlauf machte Beuys die Aussage „Ich mach doch lieber die Revolution mit dem Küchentheater als mit…“, die die FIU-Gelsenkirchen in einer Postkarte verarbeitete.
Im Mai besuchte Johannes Stüttgens ehemaliger Kommilitone Jürgen Kramer, der ebenfalls aus Gelsenkirchen stammte und ein wesentlicher Impuls für Stüttgens Arbeitsaufnahme in dieser Stadt war, anlässlich der Aktion „Punkvortrag“ von Achim Weber und Mathias Jakobs die FIU-Gelsenkirchen. In der Folge entstand eine intensive, kritische Zusammenarbeit. So beteiligten sich Mitglieder der FIU Gelsenkirchen mit Beiträgen an Kramers New Wave Zeitschrift Die 80-er Jahre; Kramer wiederum gab mit seiner Band Das 20. Jahrhundert in den Kunstbaracken ein Konzert.
Im September trat Beuys gemeinsam mit der FIU-Gelsenkirchen und dem Küchentheater im Theater a/d Rijn in Arnheim auf; es folgte die Teilnahme am Ein-Wochen-Modell im Von der Heydt-Museum, Wuppertal (September).
1979 arbeitete die FIU-Gelsenkirchen zusammen mit anderen alternativen Gruppen und Persönlichkeiten an der Gründung des Ortsverbandes der Grünen in Gelsenkirchen. In den folgenden Jahren begleiteten Gelsenkirchener FIU-Mitglieder (Stüttgen, Sander, Bloch, Weber, …) Joseph Beuys zu sämtlichen Landes- und Bundeskongressen der Grünen.
Im März organisierte die FIU-Gelsenkirchen ein Arbeitstreffen verschiedener Gruppen aus Deutschland und Holland unter der Beteiligung von Joseph Beuys.
Ausstellung im Städtischen Museum Gelsenkirchen „Ich verneige mich vor den Begriffen“ (November 79 bis Januar 80); darin FIU-Arbeitswoche (30. November 1979 bis 7. Januar 1980), während der Beuys einen Vortrag hielt
1980 beendete Johannes Stüttgen seine Tätigkeit in Gelsenkirchen, wurde Geschäftsführer der FIU und Leiter des Beuys-Ateliers „Raum 3“ in der Düsseldorfer Kunstakademie und setzte hier mit Siegfried Sander und Michael Heißenberg aus der Kunst-AG die gemeinsame Arbeit mit Joseph Beuys fort.
Als letzte FIU-Aktion in Gelsenkirchen führte Georg Koppitz „Das letzte Band“ von Samuel Beckett in den Baracken des Grillo-Gymnasiums auf. Die langjährigen Arbeit- und Ausstellungsräume der FIU-Gelsenkirchen wurden kurze Zeit später abgerissen.
2010 arbeitete die von Jürgen Kramer kuratierte Ausstellung „Im Spannungsfeld des erweiterten Kunstbegriffs“ die FIU-Arbeit in Gelsenkirchen erstmals auf.
Anlässlich des 100. Geburtstages von Joseph Beuys wurde von Mai bis September 2021 auf dem UNESCO-Welterbe Zollverein in Essen die Ausstellung „Die unsichtbare Skulptur – der Erweiterte Kunstbegriff nach Joseph Beuys“ gezeigt.  In ihr wurde auch die Arbeit der FIU-Gelsenkirchen chronologisch aufgearbeitet. Eine virtuelle Führung unter dem Titel Nur Radikale sind gute Lehrer ist abrufbar. Zur Ausstellung erschien ein Katalog mit einem ausführlichen Kapitel über die Kunst-AG/Fluxus Zone West.